# Colica addominale
Per colica addominale si intende il dolore crampiforme localizzato nella parte addominale bassa dove risiede l'intestino.

## Cause
Le cause delle coliche addominali sono molteplici alcune delle quali possono per esempio essere riconducibili a:
- Intolleranza alimentare
- Colite microscopica e processi infiammatori
- Pseudo-ostruzione intestinale, patologie intestinali motorie e motilità alterata.
- Malattia di Crohn
- Sindrome del colon irritabile
- Colite pseudomembranosa
- Rettocolite ulcerosa
- Disturbo da alimentazione incontrollata

## Sintomatologia
In generale le coliche addominali sono di entità più o meno elevata a dipesa del fattore che le scatena.
Si tende a un indurimento della parte addominale, fastidio, dolore e una formazione di gonfiore nella maggior parte dei casi con sensazioni di fastidio anche al tatto.

## Nei neonati
Le coliche addominali sono frequenti nei neonati data la loro ancora incompleta funzione digestiva. 
Sono da tenere sotto controllo proprio per il fatto che non hanno ancora un sistema digestivo completo.